# Nakadomari, Aomori
Nakadomari (中泊町 Nakadomari-machi) là thị trấn thuộc huyện Kitatsugaru, tỉnh Aomori, Nhật Bản. Tính đến ngày 1 tháng 10 năm 2020, dân số ước tính thị trấn là 9.657 người và mật độ dân số là 45 người/km2. Tổng diện tích thị trấn là 216,34 km2.